# Paslow Creek
Paslow Creek är ett vattendrag i Belize. Det ligger i distriktet Orange Walk, i den centrala delen av landet, 30 km nordväst om huvudstaden Belmopan.